# Anne de Boleyn
Anne de Boleyn est un film français réalisé par Henri Desfontaines et Louis Mercanton, sorti en 1914.

## Fiche technique
- Titre : Anne de Boleyn
- Réalisation : Henri Desfontaines et Louis Mercanton[1]
- Scénario : Max Pemberton[2]
- Société de production : Société générale des cinématographes Éclipse[1]
- Format : noir et blanc - muet
- Date de sortie : 30 janvier 1914[3]

## Distribution
Source : cinema.encyclopedie.films.bifi.fr
- Laura Cowie : Anne de Boleyn
- Max Maxudian : Henry VIII
- Albert Decoeur : Thomas Wyatt
- Suzanne Méthivier : Jane Seymour
- Laurence Duluc : Margaret